# Shibushi

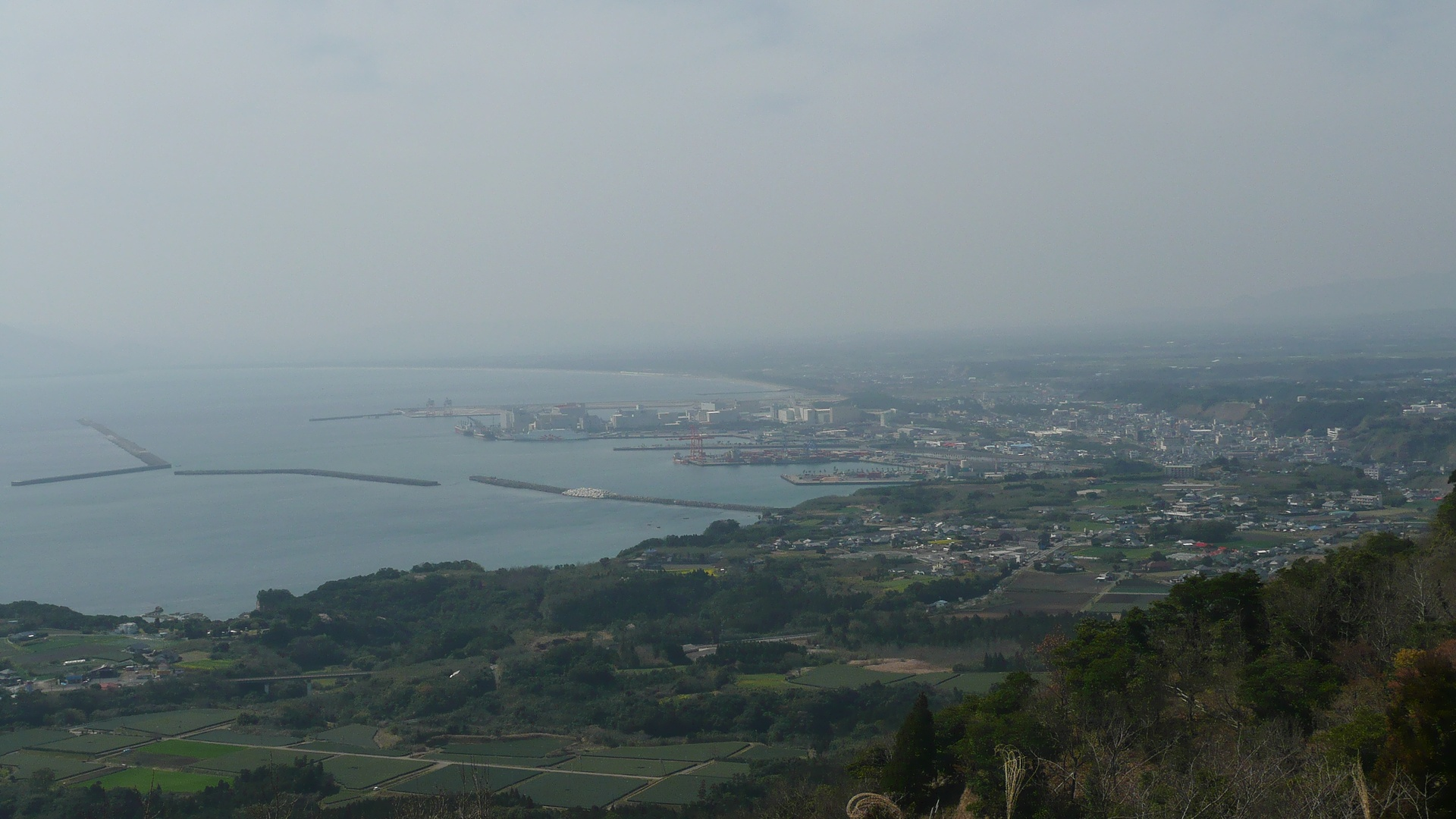
Vy över staden

Shibushi (japanska: 志布志市?, Shibushi-shi) är en stad i Kagoshima prefektur i södra Japan. Staden bildades 2006 genom en sammanslagning av kommunerna Shibushi, Ariake och Matsuyama.